# Conselho de Comissários do Povo

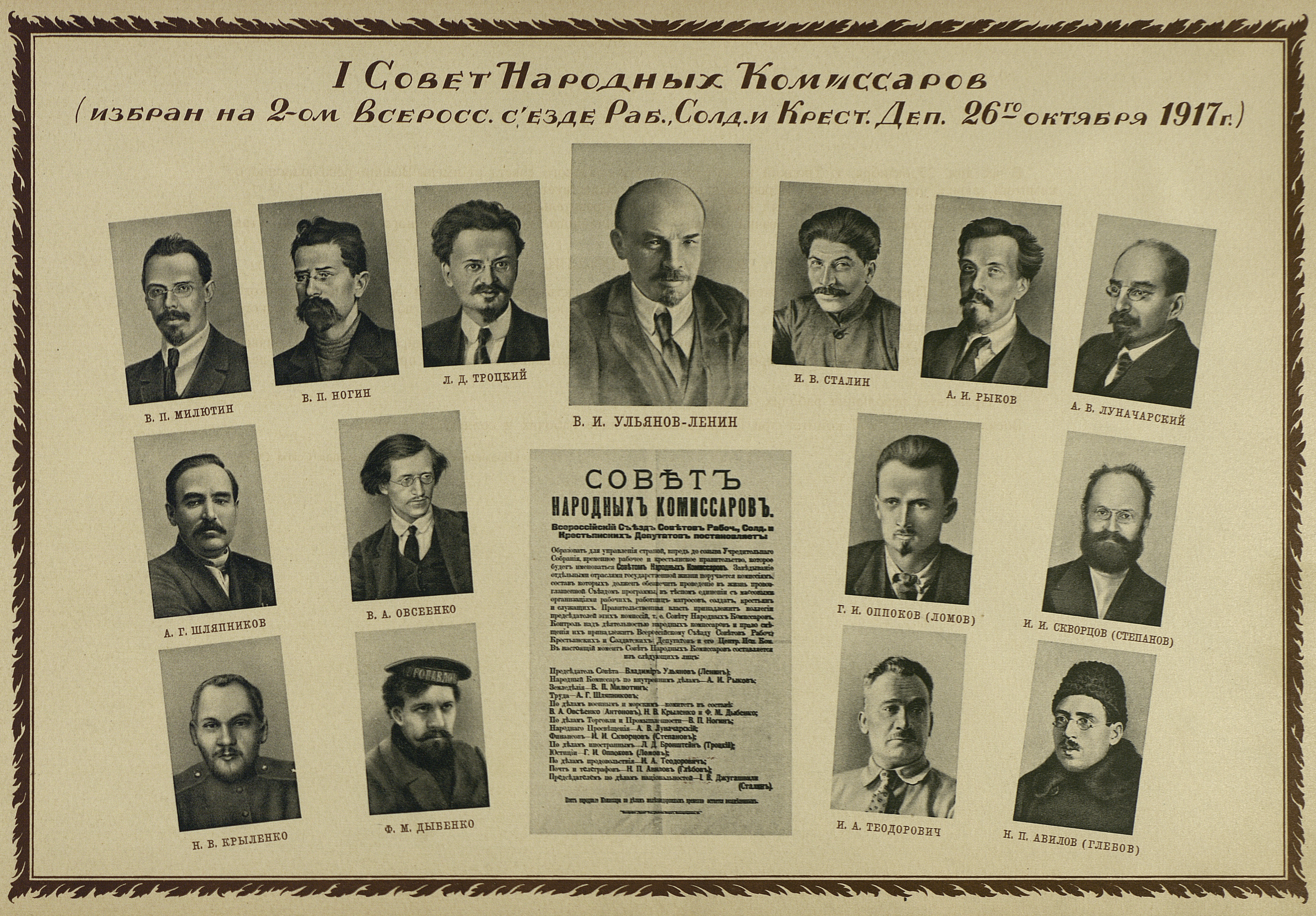
Primeiros Conselheiros do Comissariado do Povo

O Conselho de Comissários do Povo (russo: Совет народных коммиссаров or Совнарком, ou Sovnarkom) foi a autoridade governamental máxima sob o sistema soviético em estados controlados pelos bolcheviques.
O primeiro Sovnarkom foi estabelecido na Rússia após a Revolução de Outubro em 1917.
O governo da União Soviética, O Sovnarkom URSS, foi modelado naquele russo, sendo transformado em 1946 no Conselho de Ministros da União Soviética.

## Primeiro Conselho do Comissariado do Povo
O primeiro Conselho do Comissariado do Povo, eleitos pelo II Congresso dos Sovietes de Toda a Rússia em 7 de novembro de 1917, era composta por:
| Comissário do Povo       | Cargo                                  | Morte                   |
| ------------------------ | -------------------------------------- | ----------------------- |
| Presidente               | Vladimir Lenin                         | Causas naturais em 1924 |
| Secretário               | Nikolai Gorbunov                       | Executado em 1938       |
| Agricultura              | Vladimir Milyutin                      | Executado em 1937       |
| Guerra e Assuntos Navais | Nikolai Podvoisky (Comissário do Povo) | Causas naturais em 1948 |
| Guerra e Assuntos Navais | Nikolai Krylenko (Colégio de Guerra)   | Executado em 1938       |
| Guerra e Assuntos Navais | Pavel Dybenko (Colégio Naval)          | Executado em 1938       |
| Comércio e Indústria     | Viktor Nogin                           | Causas naturais em 1924 |
| Educação                 | Anatóli Lunatcharski                   | Causas naturais em 1933 |
| Abastecimento            | Ivan Teodorovich                       | Executado em 1937       |
| Assuntos Externos        | Leon Trótski                           | Assassinado em 1940     |
| Assuntos Internos        | Alexei Rikov                           | Executado em 1938       |
| Justiça                  | Georgy Oppokov                         | Executado em 1937       |
| Trabalho                 | Alexander Shliapnikov                  | Executado em 1937       |
| Nacionalidades           | Josef Stalin                           | Causas naturais em 1953 |
| Correios e Telégrafos    | Nikolai Glebov-Avilov                  | Executado em 1937       |
| Ferrovias                | (vacante)                              |                         |
| Finanças                 | Ivan Skvortsov-Stepanov                | Causas naturais em 1928 |
| Bem Estar Social         | Alexandra Kollontai                    | Causas naturais em 1952 |